# Laure Kuetey
Laure Isabelle Kuetey (sinh ngày 6 tháng 3 năm 1971)  là một vận động viên chạy nước rút người Bénin chuyên về nội dung nữ 100 mét và nữ 200 mét. Cô đã thi đấu tại sự kiện 200 mét trong Thế vận hội Mùa hè 1996, và nội dung 100 mét trong Thế vận hội Mùa hè 1992 và 2000 tương ứng. Ngoài ra, cô cũng là người mang cờ cho Bénin trong lễ khai mạc Thế vận hội Mùa hè 1996 và 2000.
Bên cạnh việc tham gia Thế vận hội, Laure còn thi đấu tại sự kiện 100 mét nữ trong Giải vô địch thế giới năm 1991 về điền kinh, Giải vô địch thế giới năm 1997 về điền kinh  và Đại hội Thể thao toàn châu Phi 1999.